# Rodalia del Camp de Tarragona
La rodalia de Tarragona és un servei de trens de rodalia que uneix diferents poblacions del Camp de Tarragona.

## Serveis de Rodalia del Camp de Tarragona
El servei de rodalia compta amb dues línies, que milloren la mobilitat entre 13 nuclis de població del Camp de Tarragona.
En total hi ha 8 serveis de rodalia per sentit entre Reus i Tarragona, l'RT1, que cal sumar amb els regionals cap a Barcelona, fa que entre Reus i Tarragona i han 28 trens diaris i 27 en el trajecte invers. A la RT2 hi ha 5 trens per sentit al dia.
A banda de les línies de Rodalia, circulen altres línies de més llarg recorregut. Les línies de regionals que transcorren actualment pel Camp de Tarragona són la línia R13, R14, R15, R16, R17 i altres de llarga distància, entre elles la LAV Madrid-Barcelona.
| Línia | Servei de rodalia del Camp de Tarragona     |
| ----- | ------------------------------------------- |
|       | Reus · Tarragona                            |
|       | Salou - Port Aventura · Tarragona · L'Arboç |

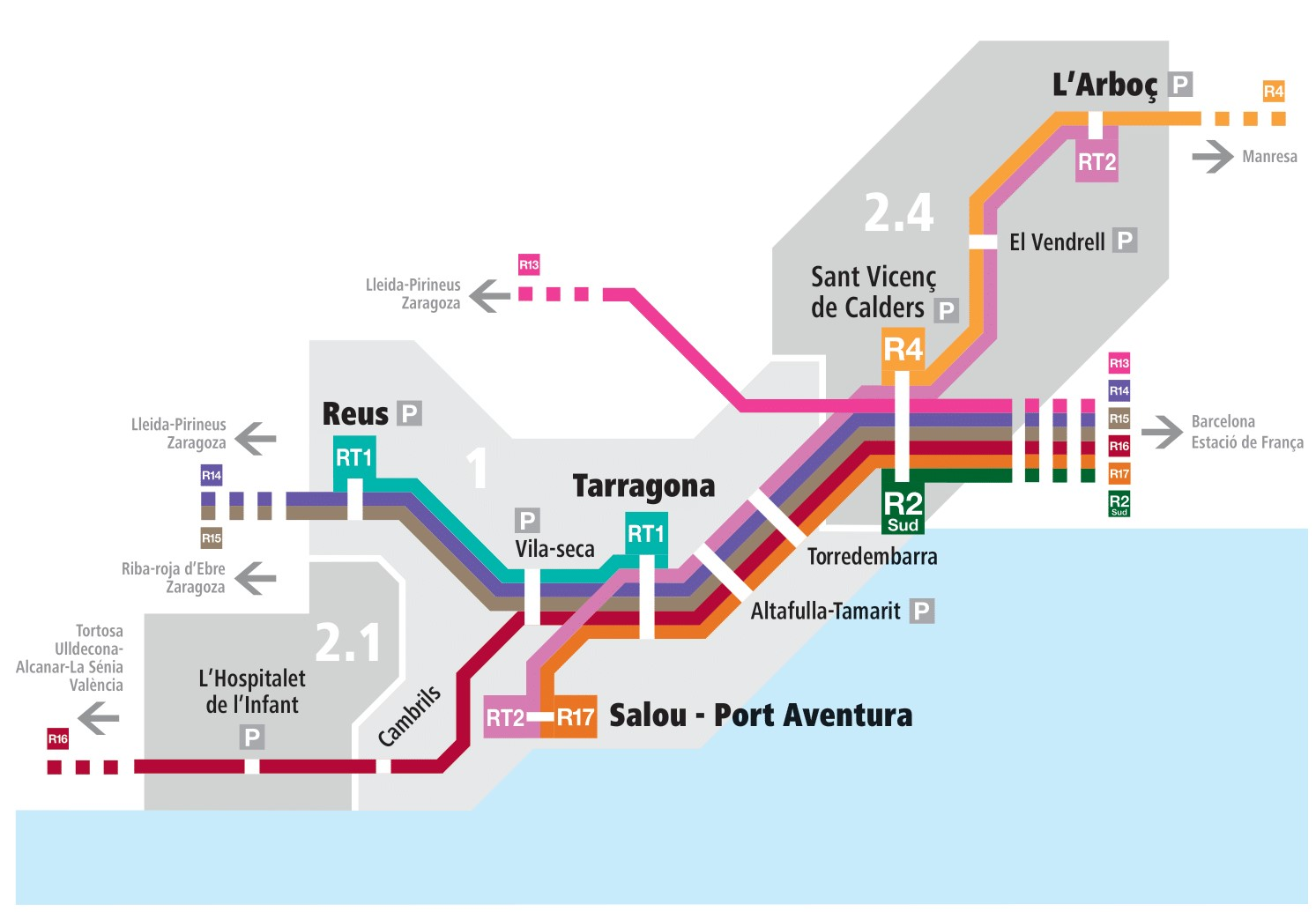
Mapa del servei de Rodalia del Camp de Tarragona de Rodalies de Catalunya.

Altres serveis que formen part de la Rodalia del Camp de Tarragona
Línies de Regionals o de la Rodalia de Barcelona que en el seu trajecte entre Reus i Tarragona i entre l'Arboç i l'Hospitalet de l'Infant fan la funció de Rodalia del Camp de Tarragona i que també estan integrats al sistema tarifari tarragoní.
| Línia | Serveis regionals                                               |
| ----- | --------------------------------------------------------------- |
|       | Barcelona Estació de França · Lleida per Valls                  |
|       | Barcelona Estació de França · Lleida per Tarragona i Reus       |
|       | Barcelona Estació de França · Reus · Riba-roja d'Ebre           |
|       | Barcelona Estació de França · Tarragona · Tortosa / Ulldecona   |
|       | Barcelona Estació de França · Tarragona · Salou - Port Aventura |

| Línia | Servei de rodalia de Barcelona                                                |
| ----- | ----------------------------------------------------------------------------- |
|       | Sant Vicenç de Calders · Manresa per Vilafranca del Penedès                   |
|       | Sant Vicenç de Calders · Barcelona Estació de França per Vilanova i la Geltrú |

## Integració tarifària

ATM del Camp de Tarragona

El servei de Rodalia del Camp de Tarragona, els dels Regionals que transcorren al Camp, i els trens del servei de Rodalia de Barcelona que passen per l'àmbit del Camp estan integrats al sistema tarifari de l'l'ATM Camp de Tarragona, així com diferents operadors d'autobusos de la zona; el que suposa que els usuaris poden viatjar amb bus i tren usant un sol títol.
Per utilitzar aquest sistema integrat cal validar el títol cada vegada que s'iniciï un viatge mitjançant els lectors embarcats als busos o els habilitats a les andanes de les estacions de tren. També cal validar-lo en fer un transbordament, excepte en els de tren a tren, on no és necessari validar novament el títol de transport a l'estació d'enllaç que es faci servir.
Els títols es poden aconseguir al Centre d'Atenció al Client (CAC) de l'ATM i a qualsevol dels punts adherits a la xarxa de venda de l'ATM (quioscs, estancs, entre d'altres) distribuïts per diferents poblacions del Camp de Tarragona.

## Antecedents

Rodalia de Tarragona segons el PTVC 2008-2012

Rodalia de Tarragona segons el pla territorial amb horitzó 2026

El primer projecte d'un servei de tren de rodalia per al Camp de Tarragona va ser inclòs al Pla territorial parcial del Camp de Tarragona. Es pretenia crear un servei de Rodalia al Camp de Tarragona aprofitant les infraestructures existents, traslladar i soterrar la línia convencional de la ciutat de Tarragona al centre, crear nous trams de línia convencional i d'alta prestació (alta velocitat) i la creació d'un tramvia o tren tramvia.
Amb això, es pretenia crear un sistema de rodalia en corredors amb major demanda de la regió del Camp de Tarragona per fomentar l'ús del transport públic, estructurar el territori i crear intercanviadors entre el servei convencional i d'alta velocitat.
El pla preveia que es connectessin les set capitals comarcals (Alt Camp, Baix Camp, Baix Penedès, Conca de Barberà, Priorat, Tarragonès i Vendrell). El tram entre Tarragona-Reus es faria en un nou traçat diagonal paral·lel a la T-11. La rehabilitació de la línia Reus-Roda per a viatgers faria possible la connexió de Tarragona i Reus amb Sant Vicenç de Calders via l'Estació Central i la Secuita-Perafort (estació del Camp de Tarragona).
També era prevista la integració del ferrocarril a la ciutat de Tarragona, traslladant la línia actual de la costa des del riu Francolí a la Budellera. A més es milloraria la cobertura del servei a la ciutat amb la creació de noves estacions a l'entorn d'Imperial Tarraco, Terres Cavades i la Budellera.

## Futur de la xarxa
L'actual nucli del servei de Rodalia del Camp de Tarragona es troba en la primera fase del seu desplegament.